# Suore francescane di Oirschot
Le Suore Francescane di Oirschot (in neerlandese Zuster Franciscanessen van Oirschot) sono un istituto religioso femminile di diritto pontificio.

## Storia
Le origini della congregazione risalgono al convento di terziarie francescane fondato nel 1662 a Weert, le cui religiose nel 1692 adottarono le regole delle Penitenti recollettine di San Francesco. All'epoca della rivoluzione francese, le 27 suore di Weert furono espulse dal loro monastero e nel 1797 tornarono a riunirsi in una casa del piccolo centro rurale di Oirschot, nel Brabante settentrionale.
Nel 1830, su pressione del vescovo di 's-Hertogenbosch, le suore abbandonarono la clausura e iniziarono a dedicarsi all'istruzione delle fanciulle povere e all'assistenza ad anziani e ammalati. Le prime filiali furono aperte a Oisterwijk (1844) e a Gemert (1848); nel 1926 le religiose fondarono le loro prime missioni in Brasile.
L'istituto è aggregato all'ordine dei frati minori dal 16 giugno 1936.

## Attività e diffusione
Le suore si dedicano all'insegnamento e alle opere di carità; lavorano specialmente in scuole per alunni con disabilità e centri di rifugio per i senza tetto.
Sono presenti nei Paesi Bassi e in Brasile; la sede generalizia è a Belo Horizonte.
Alla fine del 2008 la congregazione contava 149 religiose in 13 case.